# Max Zimmermann (Eishockeyspieler)
Max Zimmermann (* 12. September 1999 in Wien) ist ein österreichischer Eishockeytorwart, der seit Oktober 2021 beim EK Zell am See in der Alps Hockey League unter Vertrag steht.

## Karriere
Max Zimmermann begann seine Karriere in der Jugendabteilung der Vienna Capitals. Zur EBEL-Saison 2017/18 wurde er in den Profikader berufen und bestritt am 6. Oktober 2017 sein EBEL-Debüt beim 4:3-Sieg gegen Orli Znojmo. Nur 24 Stunden später feierte er sein erstes EBEL-Shutout und ist damit der jüngste Torhüter der Ligageschichte, dem ein Shutout gelang.
In der Saison 2020/21 blieb er ohne Einsatz für die Capitals und wurde im Dezember 2020 an den EC Bregenzerwald ausgeliehen. Auch dort erhielt er keinen Einsatz.
Im März 2021 wechselte Zimmermann zum EK Zell am See. Dort wurde er prompt Stammtorhüter der Eisbären und eine feste Größe in der Mannschaft. Nach beeindruckenden Leistungen in der Alps Hockey League wurde Zimmermann im April 2024 in die österreichische Nationalmannschaft berufen. 2025 gewann er mit den Eisbären die Alps Hockey League.

## Erfolge und Auszeichnungen
- 2017 Österreichischer U20-Meister mit den Vienna Capitals
- Jüngster EBEL-Torhüter mit einem Shutout
- 2023 Österreichischer Zweitligameister mit dem EK Zell am See
- 2025 Alps-Hockey-League-Sieger mit dem EK Zell am See

## Karrierestatistik
(Legende zur Torhüterstatistik: GP oder Sp = Spiele insgesamt; W oder S = Siege; L oder N = Niederlagen; T oder U oder OT = Unentschieden oder Overtime- bzw. Shootout-Niederlage; Min. = Minuten; SOG oder SaT = Schüsse aufs Tor; GA oder GT = Gegentore; SO = Shutouts; GAA oder GTS = Gegentorschnitt; Sv% oder SVS% = Fangquote; EN = Empty Net Goal; 1 Play-downs/Relegation; Kursiv: Statistik nicht vollständig)